# Putgarten
Puttgarten est une commune sur l'île de Rügen, dans l'arrondissement de Poméranie-Occidentale-Rügen, Land de Mecklembourg-Poméranie-Occidentale.

## Géographie
Putgarten se situe au nord-est de la péninsule de Wittow, entre la Tromper Wiek à l'est et la mer Baltique au nord. Il est la commune la plus septentrionale du Land de Mecklembourg-Poméranie-Occidentale.
Le point culminant de son territoire est le Cap Arkona, à 40 m d'altitude, où la falaise tombe à pic. À Vitt, se trouve une gorge étroite où une cours d'eau se jette dans la mer.
Putgarten est composé des quartiers suivants : Arkona, Fernlüttkevitz, Goor, Nobbin, Putgarten, Vitt, Varnkevitz.

## Histoire
Putgarten est du VIe au XIIe siècle une propriété des Ranes. Son nom signifie "En dessous le château-fort", en rapport au Jaromarsburg. Le village comprenait jusqu'à sa destruction un temple consacré à Svantovít.
Nobbin est connu pour son site mégalithique, fouillé depuis les années 1930.
Vitt est un village de pêcheurs, d'où il tirerait son nom d'origine slave. Selon Saxo Grammaticus, il aurait été bâti au Xe siècle, en même temps que Jaromarsburg. La première mention écrite date de 1290 quand le prince Wisław II de Rügen accorde le droit de pêche.
Le site d'Arkona comprend le Jaromarsburg, le phare construit en 1901 et le peilturm en 1927, ainsi qu'une station-radar du système OTAN de défense aérienne et antimissile intégrée.

## Source, notes et références
- (de) Cet article est partiellement ou en totalité issu de l’article de Wikipédia en allemand intitulé « Putgarten » (voir la liste des auteurs).